# 기계화상륙정

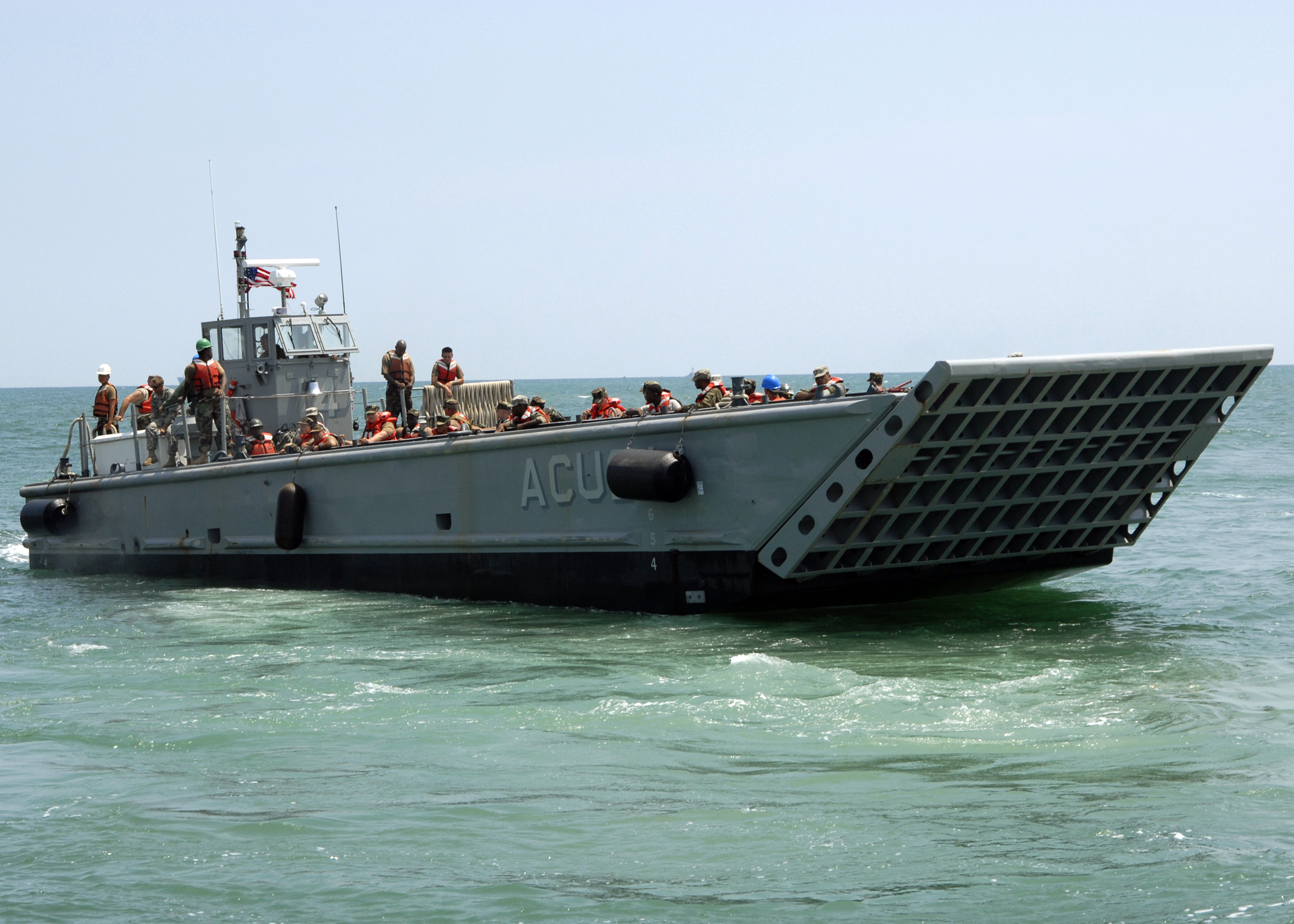
2009년 미국의 LCM

기계화상륙정(Landing Craft, Mechanized (LCM))은 차량을 상륙시킬 수 있는 상륙정을 말한다.

## 역사
제2차 세계 대전 때 LCM이 유명해졌다.

## 사용국가
- 튀르키예
- 미국
- 태국
- 오스트레일리아
- 스페인
- 엘살바도르
- 뉴질랜드
- 이집트
- 사우디아라비아
- 파키스탄
- 일본
- 베트남

## 같이 보기
- LCA: 강습상륙전
- LCI: 보병상륙전
- LCS: 상륙지원정
- LCT: 전차상륙정
- LCU: 다목적상륙정